# Philipp (Hachberg-Sausenberg)

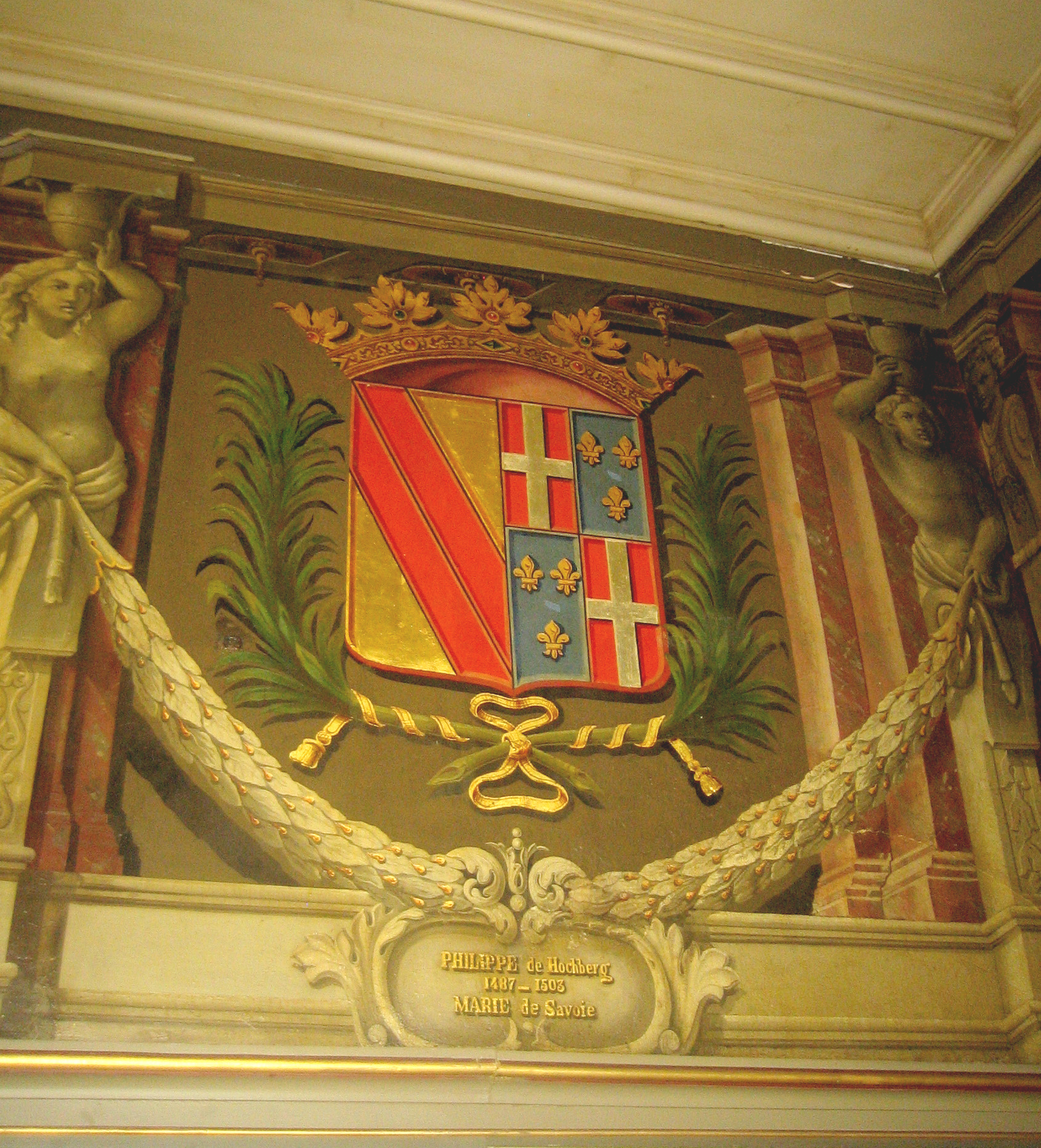
Wappen des Philipp von Hachberg-Sausenberg und seiner Ehefrau Marie de Savoie im Schloss Neuenburg am See

Markgraf Philipp von Hachberg-Sausenberg – in Frankreich und der Romandie als Philippe de Hochberg bekannt – (* 1454 in Neuchâtel; † 9. September 1503 in Seurre). Philipp regierte 1487–1503 als Markgraf von Hachberg-Sausenberg und Graf von Neuenburg. Seit 1466 nannte er sich Herr von Badenweiler. Er war Großkammerherr von Frankreich, Gouverneur und Großseneschall der Provence und Marschall von Burgund.

## Die Familie
Philipp war der Sohn des Markgrafen Rudolf IV. von Hachberg-Sausenberg und der Margaretha von Vienne.
Er heiratete Maria von Savoyen († 1509), die Tochter des Amadeus IX. von Savoyen und der Yolande von Valois um 1476/78. Der französische König Karl VIII. war ein Neffe von Philipps Schwiegermutter.
Mit Maria hatte er eine Tochter:
- Johanna (* ca. 1485; † 1543) ⚭ 1504 Ludwig von Orléans

## An der Seite Karls des Kühnen
Philippe war seit seinem 12. Lebensjahr am burgundischen Hof in Dijon erzogen worden und Herzog Philipp der Gute war sein Pate. Philipps Familie hatte von seiner Mutter her Besitzungen in Burgund und stand im Lehensverhältnis zum Herzog.
1474 beteiligte er sich an der burgundischen Belagerungen von Neuss und am 30. November 1475 zog er in der engsten Begleitung Karls des Kühnen in das von den Burgundern eroberte Nancy ein. 1476 kämpfte er für Karl den Kühnen in den Schlachten bei Grandson und Murten. Auch an der Schlacht bei Nancy am 5. Januar 1477 – in der Karl der Kühne erschlagen wurde – war er beteiligt und wurde gefangen genommen. Erst im September 1477 kam er gegen ein Lösegeld von 150 000 Gulden frei, womit er das höchste Lösegeld aller Gefangenen zahlen musste.

### Bei der Einnahme von Grandson

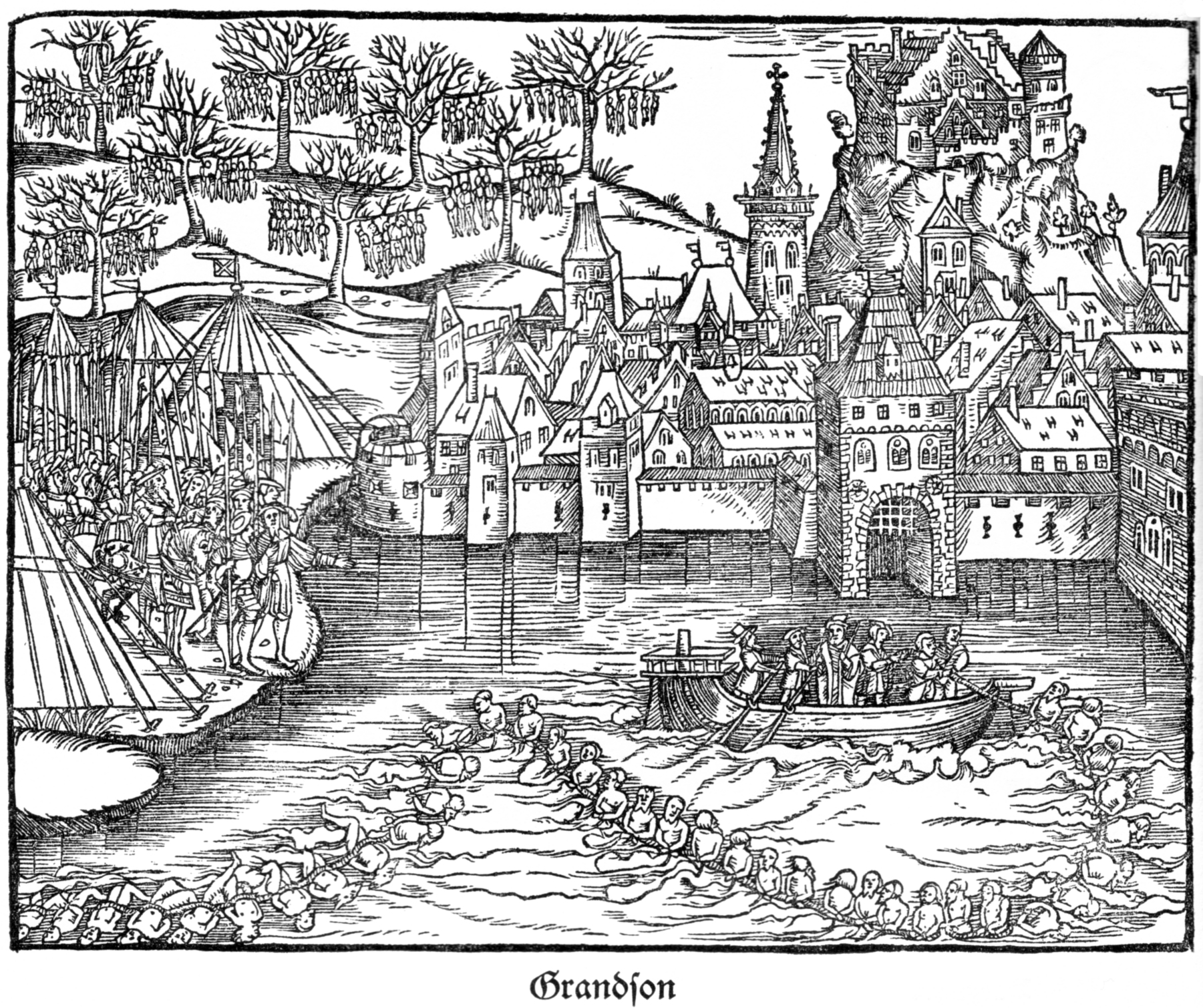
Die Hinrichtung der bernischen Besatzung von Grandson

Der bernischen Besatzung von Stadt und Schloss Grandson wurde von den Burgundern freier Abzug zugesagt. Insbesondere Philipp soll sich exponiert haben und so zur Kapitulation der Besatzung beigetragen haben. Herzog Karl der Kühne hielt sich jedoch nicht an diese Zusage und ließ die gesamte Besatzung von über 400 Mann am 28. Februar 1476 hinrichten. Die eidgenössische Bevölkerung forderte Rache und verlangte auch Maßnahmen gegen Philipps Vater, Rudolf, obwohl dieser in Bern Burgrecht hatte und mit seinen Neuenburger und Röttler Untertanen im eidgenössischen Aufgebot stand. Markgraf Rudolf wurde zunächst in einem Berner Gasthaus unter Hausarrest gestellt, durfte aber später unter bernischer Aufsicht auf seine Burg Rötteln. Philipp nahm auf burgundischer Seite am 2. März 1476 auch an der Schlacht bei Grandson teil.

## In französischen Diensten
Nach dem Tod Karls des Kühnen 1477 in der Schlacht bei Nancy wendete sich Markgraf Philipp von Burgund ab und nahm Partei für Frankreich, da er glaubte so seine burgundischen Besitzungen erhalten zu können, was nach dem Frieden von Arras (1482) auch noch der Fall war.

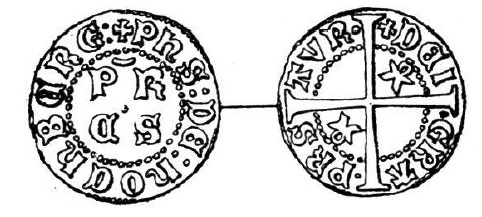
Double Denier aus Billon – während der Amtszeit Philipps als Fürst von Orange geprägte Münze

Der französische König Ludwig XI. konfiszierte 1478 die Güter des Fürsten von Orange, Johann IV. von Chalon, und übergab das Fürstentum Orange an Philippe de Hochberg, der es bis zur Rückgabe an das Haus Chalon im Jahre 1482 regierte.
Philipp nahm 1484 an der Krönung des französischen Königs Karl VIII. in Reims teil. 1489 wurde er Kammerherr und Mitglied des königlichen Rates von Frankreich. 1491/1492 hatte er kurze Zeit das Amt eines Großkammerherrn von Frankreich.
Der König verwendete Philipp gern als Unterhändler mit den Eidgenossen. Als Marschall des nunmehr französischen Burgund und Grand sénéchal de Provence hatte Philippe de Hochberg, wie er in Frankreich genannt wurde, dort Einfluss auf die Politik.
1493 – nach dem Vertrag von Senlis – verlor Philipp aufgrund seiner engen Verbindung zum französischen Hof seine Besitzungen in der Freigrafschaft Burgund (Pontarlier, Vesoul, Faucogney-et-la-Mer), da die Freigrafschaft im Friedensvertrag dem Habsburger Philipp dem Schönen zugesprochen wurde.
Philippe de Hochberg wurde jedoch vom französischen König zum Gouverneur und Groß-Seneschall der Provence und Frankreichs ernannt.
Im Jahr 1500 erhielt er von Ludwig XII. den Lettre de naturalité und wurde damit Franzose.
Im Schwabenkrieg (1499) unterstützte Frankreich die Eidgenossen mit seiner Artillerie. Als Marschall von Burgund war Philipp Oberbefehlshaber der französischen Artillerie. Er organisierte den Transport von 24 großen Schlangen und 8 Kartaunen samt Munition und Bedienung nach Solothurn, wo sie allerdings erst am 26. Juli ankamen – also nach der Schlacht bei Dornach. Ein 600 Mann starkes Aufgebot der Markgrafschaft Hachberg-Sausenberg war im Schwabenkrieg unter den Truppen des Schwäbischen Bundes, womit Herr und Untertanen verschiedene Kriegsparteien unterstützten.

## Bautätigkeit
Im August 1494 nahm Philipp an der Einweihung des nördlichen Anbaus („Neuer Bau“) an den Palas auf seiner Burg Rötteln teil. Das Portal des Baues hat einen Eselsrücken dessen Schlussstein Philipps Wappen (neben dem badischen Schild zeigt dieses auch das Neuenburger Wappen und das savoyische seiner Frau) mit der Zahl 1494 zeigt.
Auf Château de Neuchâtel ließ er den Südflügel errichten.

## Tod und Erbschaftsstreit
Philipp erkrankte im Juli 1503 während eines Aufenthalts in Montpellier schwer und ließ sich nach Seurre bringen, wo er am 31. Juli sein Testament machte und am 9. September verstarb.
Philipps Körper wurde in der Kollegiatkirche Neuenburg begraben – sein Herz wurde am 15. Oktober 1503 in der Pfarrkirche von Rötteln beigesetzt. Ein „bleiernes Kistlein“ mit der Inschrift „Le coeur de Msgr Le Marquis pbe de Hochberge“ wurde im September 1783 bei der Öffnung der Fürstengräber in der Röttler Kirche gefunden. Mit Philipp starb die legitime männliche Linie des Hauses Hachberg-Sausenberg aus.
Bereits Philipps Vater, Rudolf, hatte Verhandlungen mit dem Haus Baden über den Abschluss eines Erbvertrages begonnen und Philipp brachte diese Verhandlungen am 31. August 1490 mit Markgraf Christoph I. von Baden zum Abschluss. Der Vertrag ist als „Röttelsches Gemächte“ bekannt. Hintergrund des Erbvertrages war die Absicht einen Sohn Christoph I., Philipp von Baden, mit der Erbtochter von Hachberg-Sausenberg, Johanna, zu verheiraten, was jedoch aufgrund politischen Drucks seitens des französischen Königs misslang.

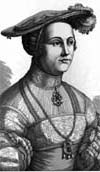
Johanna von Hochberg

Seine Tochter Johanna wurde nach dem Tode ihres Vaters Gräfin von Neuenburg und heiratete 1504 Ludwig von Orléans, der sich auch marquis de Rothelin nannte. Nach dem Tod Johannas (1543) nannte sich auch ihr Sohn François Marquis de Rothelin und ein Enkel Johannas begründete die Nebenlinie Orléans-Rothelin.
Johanna und das Haus Orléans-Longueville versuchten den Erbvertrag zwischen Christoph I. von Baden und Philipp anzufechten, wobei sie auch um Unterstützung der eidgenössischen Stände Solothurn, Luzern, Freiburg im Üechtland und Bern ersuchten.
Der Streit wurde erst 1581 mit der Zahlung von 225 000 Gulden durch das Haus Baden an das Haus Orléans-Longueville beigelegt. Die Seitenlinie Orléans-Rothelin führte gleichwohl den Titel Marquis de Rothelin weiterhin.